# 2001年6月逝世人物列表
2001年逝世人物列表：1月 - 2月 - 3月 - 4月 - 5月 - 6月 - 7月 - 8月 - 9月 - 10月 - 11月 - 12月
2001年6月逝世人物列表，是用於匯總2001年6月期間逝世人物的列表。

## 依日期排序

### 1日
- 彼得·科爾，77歲，愛爾蘭足球運動員，阿爾茨海默病。[1]
- 恩科西·詹森（Nkosi Johnson），12歲，南非愛滋病宣傳活動家。[2]
- Hank Ketcham，81歲，美國漫畫家（Dennis the Menace），前列腺癌。[3]
- Abe Silverstein，92歲，美國航空航天工程師。[4]
- 尼泊尔王室枪击事件的受害者[5]
  - 畢蘭德拉，55歲，尼泊爾國王
  - 艾西瓦婭王后，51歲，尼泊爾王后
  - 尼拉詹王子，22歲，比蘭德拉和艾西瓦婭的兒子
  - 香蒂公主，24歲，Birendra和Aishwarya的女兒
  - 迪蘭德拉王子，51歲，比蘭德拉國王的兄弟
  - 珊蒂公主，60歲，比蘭德拉國王的妹妹
  - 夏拉達公主，59歲，比蘭德拉國王的妹妹
  - 賈揚蒂公主，54歲，比蘭德拉國王的表妹

### 2日
- 吉姆·布拉根（Jim Bragan），72歲，美國棒球運動員、經理和球探。[6]
- 伊莫金·古柯（Imogene Coca），92歲，美國女演員（Your Show of Shows），阿爾茨海默病。[7]
- John T. Fesperman，76歲，美國指揮家、管風琴家和作家。[8]
- 肯尼斯·海爾（Kenneth Hayr），66歲，英國空軍元帥。
- 喬伊·馬克西姆（Joey Maxim），79歲，美國輕重量級拳擊冠軍。[9]
- 維克多·波普科夫（Viktor Popkov），54歲，俄羅斯持不同政見者，人權活動家和記者，被槍殺。
- Pilar Seurat，62歲，菲律賓裔美國影視女演員，肺癌。
- 弗蘭克·斯塔格（Frank Stagg），89歲，美國美南浸信會神學家和作家。[10]
- 阿道夫·蒂爾（Adolf Thiel），86歲，奧地利-德國火箭科學家。
- 吉恩·伍德林（Gene Woodling），78歲，美國棒球運動員。[11]

### 3日
- 胡馬雍·阿卜杜拉利，87歲，印度鳥類學家和生物學家。
- 尼古拉斯·阿爾伯里（Nicholas Albery），52歲，英國社會發明家和作家，車禍。
- J. C. Furnas，95歲，美國作家和社會歷史學家。[12]
- 奧托·赫梅勒（Otto Hemele），75歲，捷克足球運動員。
- Jamake Highwater，70歲，美國作家和記者，心臟病發作。[13]
- 安德里亞·普拉德（Andrea Prader），81歲，瑞士科學家、醫生和兒科內分泌學家。
- 安東尼·奎恩（Anthony Quinn），86歲，墨西哥裔美國演員（《納瓦羅內之槍》，《希臘人佐爾巴》，《阿拉伯的勞倫斯》），奧斯卡獎得主（1953年，1957年），肺炎。[14]
- Friedl Rinder，95歲，德國國際象棋大師。
- 尼諾·瓦爾迪茲，76歲，古巴重量級拳擊冠軍。

### 4日
- 西蒙娜·本穆薩（Simone Benmussa），69歲，法裔阿爾及利亞作家和戲劇導演，癌症。[15]
- 約翰·科里登（John Corriden），83歲，美國棒球運動員。[16]
- 約翰·哈特福德（John Hartford），63歲，美國音樂家和作曲家（“Gentle on My Mind”），淋巴瘤。[17]
- Chenjerai Hunzvi，51歲，辛巴威政治家，愛滋病患者。[18]
- 迪諾斯·伊利奧普洛斯（Dinos Iliopoulos），85歲，希臘演員。
- 卢嘉锡，85歲，中國物理化學家。
- 費利西塔斯·庫克（Felicitas Kukuck），86歲，德國音樂教育家，歌劇和其他作品的作曲家。[19]
- 狄潘德拉，29歲，尼泊爾國王，自殺身亡。[20]
- Darshan Ranganathan，60歲，印度有機化學家，乳腺癌。
- 露絲·桑格（Ruth Sanger），82歲，澳大利亞免疫遺傳學家、血液學家和血清學家。
- Horst Tüller，70歲，德國公路和場地自行車手。[21]
- 瓊·沃斯（Joan Vohs），73歲，美國模特和女演員（Fort Ti，Fireside Theater，Maverick，Perry Mason，Family Affair）。[22]

### 5日
- 佩德羅·萊因·恩特拉戈，93歲，西班牙醫學歷史學家。[23]
- 鄧尼斯·吉萊斯皮，65歲，蘇格蘭足球運動員。[24]
- 亞倫·格林，84歲，美國建築師[25]
- 霍華德·厄爾·約翰斯頓（Howard Earl Johnston），72歲，加拿大國會議員（下議院）。[26]
- L. Fletcher Prouty，84歲，美國參謀長聯席會議特別行動主任。[27]

### 6日
- 阿方索·布雷西亞（Alfonso Brescia），71歲，義大利電影導演。[28]
- Marie Brémont，115歲，法國超級百歲老人，世界上最年長的公認人物。
- 何塞·曼努埃爾·卡斯塔尼翁（José Manuel Castañón），81歲，西班牙作家。
- 福特·加裡森（Ford Garrison），85歲，美國棒球運動員。[29]
- 道格拉斯·利尔本（Douglas Lilburn），85歲，紐西蘭作曲家。[30]
- 阿米·普里約諾（Ami Priyono），61歲，印尼電影導演和演員。
- 蘇珊娜·希夫曼（Suzanne Schiffman），71歲，法國電影導演和編劇，癌症。
- 柳博夫·索科洛娃（Lyubov Sokolova），79歲，蘇聯/俄羅斯電影女演員，心臟病發作。[31]

### 7日
- 佛朗哥·巴爾杜奇（Franco Balducci），78歲，義大利電影演員。
- 維克多·帕斯·埃斯坦索羅，93歲，玻利維亞政治家，玻利維亞四任總統。[32]
- 卡羅爾·弗雷德里克斯（Carole Fredericks），49歲，美國歌手，心臟病發作。[33]
- 肯·格林，77歲，英國足球運動員。
- 鮑裡斯·拉夫連科（Boris Lavrenko），81歲，俄羅斯畫家。
- 貝蒂·尼爾斯（Betty Neels），91歲，英國小說家。[34]
- 查理斯·鄧普頓（Charles Templeton），85歲，加拿大漫畫家、廣播員和作家，患有阿爾茨海默病。[35]
- 霍勒斯·沃克（Horace Walker），64歲，美國NBA籃球運動員。[36]

### 8日
- 山姆·博伊德（Sam Boyd），86歲，美式橄欖球運動員和教練。[37]
- 亞歷克斯·德·倫齊（Alex de Renzy），65歲，美國色情電影導演和製片人，腦血管疾病。[38]
- Lucien Lauk，89歲，法國賽車手。[39]
- 鄧肯·麥金太爾（Duncan MacIntyre），85歲，紐西蘭政治家。
- Kotayya Pratyagatma，75歲，印度電影記者、導演和製片人。
- 鄧尼斯·普爾斯頓（Dennis Puleston），95歲，英裔美國環保主義者、冒險家和設計師。[40]
- 纳撒尼尔·罗切斯特（Nathaniel Rochester），82歲，美國計算機科學家。[41]
- Don Roper，78歲，英國足球運動員。[42]
- 哈里·沃森（Harry Watson），79歲，美國兒童演員和電視新聞先驅。

### 9日
- 羅尼·艾倫（Ronnie Allen），72歲，英國足球運動員和經理，阿爾茨海默病。[43]
- 瑪律科姆·庫珀（Malcolm Cooper），53歲，英國運動射擊運動員，癌症。[44]
- 理查·T·漢納（Richard T. Hanna），87歲，美國政治家（美國加州第34國會選區眾議員）。[45]
- 薩瓦·庫利什（Savva Kulish），64歲，蘇聯電影導演和編劇，腦血管疾病。
- 雅爾塔·梅紐因，79歲，美籍英國鋼琴家、藝術家和詩人。[46]
- Deirdre O'Connell，61歲，愛爾蘭裔美國女演員、歌手和戲劇導演，癌症。
- 布蘭科·普萊沙（Branko Pleša），75歲，塞爾維亞演員和戲劇導演。

### 10日
- 乔伊丝·金（Joyce King），80歲，澳大利亞短跑運動員和奧運會銀牌得主。[47]
- Jochen Liedtke，48歲，德國計算機科學家。
- 約翰·麥凱（John McKay），77歲，美式橄欖球助理教練（俄勒岡鴨隊）和主教練（南加州大學特洛伊人隊，坦帕灣海盜隊），糖尿病。[48]
- Mike Mentzer，49歲，美國健美運動員，IgA腎病併發症。[49]
- 莱伊拉·巴列维（Leila Pahlavi），31歲，伊朗公主，伊朗國王的女兒，自殺。[50]
- 亞歷山大·祖耶夫（Alexander Zuyev），39歲，蘇聯飛行員，叛逃到美國，飛機失事。

### 11日
- 林肯·康斯坦斯（Lincoln Constance），92歲，美國植物學家。[51]
- 皮埃爾·艾特（Pierre Eyt），67歲，羅馬天主教會法國紅衣主教，癌症。[52]
- Lou Lombardo，72歲，美國棒球運動員。[53]
- 特雷弗·馬東多（Trevor Madondo），24歲，辛巴威板球運動員，瘧疾。[54]
- 蒂莫西·麥克維（Timothy McVeigh），33歲，美國被定罪的恐怖分子（奧克拉荷馬城爆炸案），被注射死刑。[55]
- 阿瑪利亞·門多薩（Amalia Mendoza），77歲，墨西哥歌手（“Échame a mi la culpa”，“Amarga navidad”），肺病。[56]
- 約翰·埃爾文·沙夫納（John Elvin Shaffner），90歲，加拿大商人和政治人物。

### 12日
- 卡爾-阿克塞爾·阿金（Carl-Axel Acking），91歲，瑞典建築師、作家和傢具設計師。
- 约瑟夫·布雷迪（Joseph Brady），72歲，蘇格蘭演員。
- 歐文·布希（Owen Bush），79歲，美國電視播音員和演員。
- 佩吉·卡特賴特（Peggy Cartwright），88歲，加拿大無聲電影女演員。
- W. D. Davies，89-90歲，威爾士公理會牧師和神學家。[57]
- Viktor Hamburger，100歲，德國胚胎學家。[58]
- Ray Mentzer，47歲，美國健美運動員。[59]
- Nkem Nwankwo，65歲，奈及利亞小說家和詩人。
- 吉姆·塞米諾夫（Jim Seminoff），78歲，美國籃球運動員。[60]
- Joseph W. Twinam，66歲，美國外交官。
- Paula Wiesinger，94歲，義大利奧運高山滑雪運動員和登山運動員。[61]
- 湯瑪斯·威爾遜，73歲，蘇格蘭作曲家。[62]

### 13日
- 戈登·克裡斯蒂（Gordon Christie），86歲，紐西蘭政治家。
- 馬塞洛·弗羅默（Marcelo Fromer），39歲，巴西搖滾音樂家，交通事故。
- 路易丝·克吕格尔（Luise Krüger），86歲，德國運動員和奧運會銀牌得主。[63]
- Makanda Ken McIntyre，69歲，美國爵士音樂家和作曲家。[64]
- 斎藤義重，97歲，日本視覺藝術家和藝術教育家。
- Rajzel Zychlinski，90歲，波蘭詩人。[65]

### 14日
- 保羅·凱里，38歲，美國公務員，死於內分泌癌。[66]
- 奧列格·費多謝耶夫，65歲，蘇聯奧運會跳遠和三級跳遠運動員（1964年夏季奧運會男子三級跳遠銀牌得主）。[67]
- 米羅斯拉夫·馬科維奇，82歲，塞爾維亞裔美國語言學家。
- Gerry Melnyk，66歲，加拿大冰球運動員。[68]
- 傑伊·D·斯科特（Jay D. Scott），48歲，美國被定罪的殺人犯，被注射死刑。
- 霍勒斯·M·韋德（Horace M. Wade），85歲，美國空軍上將。[69]

### 15日
- Henri Alekan，92歲，法國電影攝影師，白血病。[70]
- 米哈伊爾·格魯茲斯基（Mikhail Gluzsky），82歲，蘇聯/俄羅斯演員，心臟病發作。
- Leif Kayser，82歲，丹麥作曲家和管風琴家。
- 傑伊·莫里亞里蒂（Jay Moriarity），22歲，美國衝浪者，溺水身亡。
- 湯瑪斯·努南（Thomas S. Noonan），63歲，美國歷史學家和人類學家，癌症患者。[71]
- 馬塞利諾·索利斯（Marcelino Solis），70歲，墨西哥棒球運動員。[72]

### 16日
- 喬·達里安（Joe Darion），84歲，美國音樂劇作詞家（兩屆托尼獎得主：托尼獎最佳音樂劇獎，托尼獎最佳原創配樂獎）。[73]
- 亞歷山德羅·費多（Alessandro Faedo），87歲，義大利數學家和政治家。
- 瑪爾塔·希勒斯（Marta Hillers），90歲，德國記者和作家。
- 沃利·胡德（Wally Hood），75歲，美國棒球運動員。[74]
- Sam Jethroe，84歲，美國棒球運動員，心臟病發作。[75]
- 傑伊·拉比諾維茨（Jay Rabinowitz），74歲，美國律師和法學家，白血病併發症。
- Jean-Maurice Simard，69歲，加拿大特許會計師和政治家。
- 薩瓦·武科維奇（Sava Vuković），71歲，塞爾維亞東正教主教。
- 亞瑟·惠勒（Arthur Wheeler），85歲，英國摩托車手。

### 17日
- 戴安娜·貝拉米（Diana Bellamy），57歲，美國角色女演員（空軍一號，離譜的財富，流行）。[76]
- 約翰·布羅德里克，58歲，美國電影導演、製片人和編劇。
- 唐纳德·克拉姆（Donald J. Cram），82歲，美國化學家，1987年諾貝爾化學獎共同獲得者。[77]
- Ninfa Laurenzo，77歲，休斯頓餐館老闆，骨癌。
- 湯瑪斯·溫寧，76歲，蘇格蘭羅馬天主教紅衣主教，死於心臟病發。[78]
- 穆罕默德·尤努斯（Mohammad Yunus），84歲，印度外交官。

### 18日
- 艾倫·伯登（Allan Burdon），86歲，澳大利亞政治家。
- 珍妮·克裡斯平（Janine Crispin），89歲，法國電影和電視女演員。[79]
- 勒內·杜蒙（René Dumont），97歲，法國工程師、社會學家和政治家。[80]
- 羅莎蒙德·霍蘭德-馬丁夫人（Dame Rosamund Holland-Martin），86歲，英國社會福利官員，NSPCC負責人。[81]
- 高克林，94歲，中國政治家。
- 達沃林·波波維奇（Davorin Popović），54歲，波士尼亞創作歌手，胰腺癌。
- 保罗·埃米利奥·塔维亚尼，88歲，義大利政治家、經濟學家和歷史學家。.[82]
- 卡爾·弗里德里希·蒂托（Karl Friedrich Titho），90歲，二戰期間的德國黨衛軍軍官和戰犯。

### 19日
- Sargis Baghdasaryan，77歲，蘇聯亞美尼亞雕塑家。
- Lindsay L. Cooper，61歲，蘇格蘭音樂家。
- 傑里·科恩斯（Jerry Cornes），91歲，英國運動員和奧運會銀牌得主。[83]
- 威廉·奧斯汀·福賽斯（William Austin Forsyth），83歲，加拿大政治家。
- 胡安·加爾薩（Juan Garza），44歲，美國殺人犯和毒販，注射死刑。
- 約翰·海耶（John Heyer），84歲，澳大利亞紀錄片製片人（《超越的背影》）。[84]
- 路德維希·霍曼（Ludwig Hörmann），82歲，德國自行車手。
- 湯姆·基恩（Tom Keane），74歲，美國橄欖球運動員。[85]
- Robert Klippel，81歲，澳大利亞雕塑家。
- 塞爾吉奧·利特瓦克（Sergio Litvak），100歲，智利足球守門員。
- Col Maxwell，83歲，澳大利亞橄欖球聯盟球員。
- 李·米什金（Lee Mishkin），74歲，美國動畫師兼導演，心力衰竭。
- 斯坦利·莫斯克（Stanley Mosk），88歲，美國法學家、政治家和律師。[86]
- 布萊恩·奧肖內西（Brian O'Shaughnessy），70歲，英裔南非電影演員。
- C. R. Pattabhiraman，94歲，印度律師和政治家。
- Jandhyala Subramanya Sastry，50歲，印度編劇、導演和演員，心臟病發作。
- 大衛·西爾維斯特（David Sylvester），76歲，英國藝術評論家。[87]
- Eddie Vartan，63歲，法國音樂家、樂隊領隊、編曲家和唱片製作人，腦溢血。[88]

### 20日
- 歐內斯特·布爾（Ernest Bour），88歲，法國指揮家。[89]
- 傑夫·布朗（Geoff Brown），77歲，澳大利亞網球運動員。
- 安吉拉·布朗（Angela Browne），63歲，英國女演員（《幽靈小隊》《復讎者聯盟》《囚徒》《樓上樓下》《福爾摩斯歷險記》）。[90]
- 湯姆·伯恩斯（Tom Burns），88歲，英國社會學家和作家。[91]
- 鮑勃·基根（Bob Keegan），80歲，美國棒球運動員。[92]
- 伯特·克萊默（Bert Kramer），66歲，美國演員（Kojak，The Bionic Woman，The Rockford Files，Dallas，Dynasty，Matlock）。 [93]
- 派翠克·麥克唐納（Patrick F. McDonough），愛爾蘭裔美國員警、律師和政治家。
- 齐格蒙特·帕夫拉斯，70歲，波蘭擊劍運動員和奧運會銀牌得主。[94]
- 馬西莫·皮里（Massimo Pirri），55歲，義大利電影導演和編劇。
- 弗雷德里克·拉塞爾（Frederick Russell），77歲，加拿大商人，紐芬蘭副州長。

### 21日
- 约翰·李·胡克（John Lee Hooker），83歲，美國藍調歌手、詞曲作者和吉他手（“Boogie Chillen'”、“Boom Boom”、“Dimples”）。[95]
- Soad Hosny，58歲，埃及女演員（“埃及電影的灰姑娘”），秋天。[96]
- 卡羅伊·揚扎（Károly Janza），87歲，匈牙利軍官和政治家。
- 弗朗索瓦·勒蘇爾（François Lesure），78歲，法國圖書館員和音樂學家。[97]
- K. V. Mahadevan，83歲，印度創作歌手、音樂製作人和音樂家。
- 卡羅爾·奧康納（Carroll O'Connor），76歲，美國演員（《全家福》《夜深人靜》《埃及艷后》），五次艾美獎得主，心臟病發作。[98]
- 弗農·休厄爾（Vernon Sewell），97歲，英國電影導演。[99]

### 22日
- 馬里奧·阿圭羅，77歲，古巴籃球運動員。[100]
- 阿爾比·巴拉耶夫，27歲，車臣軍閥和恐怖分子，在行動中喪生。
- 路易士·卡尼利亞，83歲，阿根廷足球運動員和經理。[101]
- 喬治·埃文斯（George Evans），81歲，美國漫畫家和連環畫漫畫家和插畫家。[102]
- 約翰·赫伯特（John Herbert），74歲，加拿大劇作家（《財富》和《男人的眼睛》）。[103]
- 曼努埃爾·萊德斯馬（Manuel Ledesma），80歲，智利籃球運動員。[104]
- 溫德爾·明克利（Wendell L. Minckley），65歲，美國魚類學家和學者。[105]
- 喬治·韋斯特韋爾（George Westwell），70歲，馬爾他聖公會牧師。
- 利卡·揚科（Lika Yanko），73歲，保加利亞藝術家，肺炎。

### 23日
- 奧德·亞伯拉罕森，77歲，挪威詩人。[106]
- 科琳娜·卡爾維特（Corinne Calvet），76歲，法國女演員（《榮耀的代價是什麼？》，水手當心，所以這是巴黎，在里維埃拉）。[107]
- 潘特利·迪米特洛夫，60歲，保加利亞足球運動員。
- Yvonne Dionne，67歲，加拿大五胞胎（第一個已知的五胞胎在嬰兒期倖存下來）。[108]

### 24日
- 穆罕默德·巴希爾，66歲，巴基斯坦摔跤手。[109]
- Antonio Ber Ciani，93歲，阿根廷演員和電影導演。
- 羅伯特·麥金尼（Robert M. McKinney），90歲，美國新聞編輯和外交官。[110]
- 阿瓦達南·西塔·拉曼（Avadhanam Sita Raman），82歲，印度作家和記者。[111]
- 尼古拉·安·拉斐爾（Nicola Ann Raphael），15歲，蘇格蘭女學生，自殺。
- 米爾頓·桑托斯（Milton Santos），75歲，巴西地理學家，前列腺癌。
- William H. Sewell，91歲，美國社會學家。[112]

### 25日
- 漢斯·丟斯特（Hans Dürst），79歲，瑞士冰球運動員。[113]
- 哈桑·吉米奇（Hasan Gemici），74歲，土耳其體育摔跤手和教練，奧運冠軍。[114]
- 加布里埃爾·埃爾南德斯（Gabriel Hernández），27歲，多明尼加奧運拳擊手（1996年夏季奧運會輕重量級拳擊），自殺。[115]
- 庫爾特·霍夫曼（Kurt Hoffmann），90歲，德國電影導演，卡爾·霍夫曼（Carl Hoffmann）的兒子。[116]
- 弗雷德里克·朗格尼（Frederick C. Langone），美國政治家。
- 約翰·勒羅伊（John LeRoy），26歲，美國棒球運動員，腦動脈瘤。[117]
- 乔治·塞内斯基（George Senesky），79歲，美國籃球運動員和教練，癌症。[118]
- 查理斯·謝爾頓·懷特豪斯（Charles Sheldon Whitehouse），79歲，美國職業外交官，癌症。[119]

### 26日
- 保羅·貝瑞（Paul Berry），40歲，美國動畫師（《耶誕節前的噩夢》、《詹姆斯與巨桃》、《猴骨》），腦瘤。[120]
- 威廉·布萊恩特（William Bryant），77歲，美國角色演員（《逃離聖昆汀》《恐怖實驗》《如何謀殺你的妻子》《偉大的種族》）。[121]
- 吉娜·信諾（Gina Cigna），101歲，法裔義大利戲劇女高音。[122]
- 君特·卡斯洛夫斯基（Günter Kaslowski），66歲，德國奧運自行車運動員。[123]
- 瑪格麗特·基爾加倫（Margaret Kilgallen），33歲，美國視覺藝術家，乳腺癌併發症。[124]
- Louis Klemantaski，89歲，英國攝影師。
- 戈帕拉·拉馬努賈姆（Gopala Ramanujam），86歲，印度政治家。
- 拉拉·羅馬諾（Lalla Romano），94歲，義大利小說家、詩人、藝術家和記者。[125]
- 罗伯特·史密斯，88歲，美國演員。[126]
- 安妮卡·塔梅拉（Annika Tammela），21歲，愛沙尼亞足球運動員，自行車事故。

### 27日
- 西德尼·巴克沃爾德（Sidney Buckwold），84歲，加拿大政治家和商人。
- 哈爾·戈德曼（Hal Goldman），81歲，美國編劇，三項黃金時段艾美獎：傑克·本尼計劃（1959年，1960年），卡羅爾·錢寧的夜晚（1966年）。[127]
- 達雷爾·赫夫（Darrell Huff），86歲，美國統計學家。[128]
- Tove Jansson，86歲，芬蘭作家、畫家和連環畫家，肺癌患者。[129]
- 傑克·萊蒙（Jack Lemmon），76歲，美國演員（《公寓》，《熱辣辣的》，《拯救老虎》），奧斯卡獎得主（1956年，1974年），膀胱癌和結直腸癌。[130]
- 邁克爾·莫伊尼漢（Michael Moynihan），84歲，愛爾蘭工黨政治家。
- 奇科·奧法里爾（Chico O'Farrill），79歲，古巴作曲家、編曲家和指揮家。[131]
- Udo Proksch，67歲，奧地利實業家和罪犯，心臟手術期間的併發症。
- 瓊·西姆斯（Joan Sims），71歲，英國女演員（Carry On Nurse，Carry On Cleo，Carry On Camping，On the Up，As Time Goes By），胃腸道系統疾病。[132]
- 尤卡·沃利奥（Jukka Wuolio），74歲，芬蘭冰球運動員。[133]

### 28日
- 莫蒂默·杰尔姆·阿德勒（Mortimer Jerome Adler），98歲，美國哲學家和作家。[134]
- 艾拉·愛森斯坦（Ira Eisenstein），94歲，美國拉比。[135]
- 伊莱·埃利斯（Jim Ellis），45歲，美國計算機科學家（Usenet），淋巴瘤。[136]
- 大衛·弗里曼（David Freeman），80歲，美國羽毛球運動員（多年美國冠軍）。[137]
- 赫伯特·麥凱布（Herbert McCabe），74歲，英裔愛爾蘭多明尼加神父、神學家和哲學家。
- 湯瑪斯·恩斯特·約瑟夫·維德曼（Thomas Ernst Josef Wiedemann），51歲，德英歷史學家，癌症。[138]

### 29日
- 瑪麗·巴恩斯（Mary Barnes），86歲，英國藝術家和作家。[139]
- 曼努埃爾·埃喬里（Manuel Echauri），86歲，墨西哥藝術家。
- 莫裡斯·埃斯特夫（Maurice Estève），97歲，法國畫家。
- 馬克西莫斯五世·哈基姆（Maximos V Hakim），93歲，埃及族長。[140]
- 川端實，90歲，日本藝術家。[141]
- 凱倫·拉姆（Karen Lamm），49歲，美國電影女演員和製片人，心力衰竭。
- 西爾維奧·奧迪（Silvio Oddi），90歲，義大利紅衣主教和梵蒂岡外交官。[142]

### 30日
- 斯蒂芬·艾爾斯（Stephen Ailes），89歲，美國律師和政府官員，中風。[143]
- 切特·阿特金斯（Chet Atkins），77歲，美國鄉村音樂家（14項格萊美獎，搖滾名人堂），結直腸癌。[144]
- 吉安卡洛·布魯薩蒂（Giancarlo Brusati），91歲，義大利擊劍運動員和奧運冠軍。[145]
- 乔·费根（Joe Fagan），80歲，英格蘭足球經理，癌症。[146]
- 喬·亨德森（Joe Henderson），64歲，美國爵士男高音薩克斯管演奏家。[147]
- Lou Kusserow，73歲，加拿大足球運動員，前列腺癌併發症。[148]